# اتحاد بین‌المللی احزاب لیبرترین
اتحاد بین‌المللی احزاب لیبرترین (IALP) اتحادی از احزاب سیاسی لیبرترین در سراسر جهان است. مأموریت آن ترویج چنین سیاست‌های آزادی‌خواهانه و به اصطلاح لیبرترین در سطح بین‌المللی است.
در کنوانسیون ملی لیبرتین در سال ۲۰۱۴ رئیس سابق کمیته ملی لیبرتین، جف نیل منصوب شد تا به ایجاد اتحاد احزاب آزادیخواه جهانی کمک کند. در ۶ مارس ۲۰۱۵، اتحاد بین‌المللی با ده عضو بنیانگذار تشکیل شد. از سال ۲۰۱۹، ۲۱ عضو دارد.

## اعضا
کشورهایی که در آنها اعضای مؤسس IALP نماینده دارند.
| کشور                | حزب                                            | کرسی‌ها (مجلس عوام) | کرسی‌ها (مجلس اعلاء) |
| ------------------- | ---------------------------------------------- | ------------------ | ------------------- |
| استرالیا            | حزب لیبرال دموکرات استرالیا                    | ۰ از ۱۵۱           | ۰ از ۷۶             |
| بلژیک               | حزب لیبرترین                                   | ۰ از ۱۵۰           | ۰ از ۶۰             |
| کانادا              | حزب لیبرترین کانادا                            | ۰ از ۳۳۸           | ۰ از ۱۰۵            |
| گرجستان             | لیبرتاریو                                      | ۰ از ۱۷۲           | ۰ از ۱۰۸            |
| جمهوری چک           | Party of Free Citizens                         | ۰ از ۲۰۰           | ۱ از ۸۱             |
| فرانسه              | Parti Libertarien                              | ۰ از ۵۷۷           | ۰ از ۳۴۸            |
| آلمان               | Party of Reason                                | ۰ از ۷۰۹           | ۰ از ۶۹             |
| ایتالیا             | Libertarian Movement                           | ۰ از ۶۳۰           | ۰ از ۳۲۱            |
| ساحل عاج            | Freedom and Democracy for the Republic (LIDER) | ۰ از ۲۵۵           | ۰ از ۹۹             |
| هلند                | Libertarische Partij                           | ۰ از ۱۵۰           | ۰ از ۷۵             |
| نروژ                | حزب کاپیتالیست                                 | ۰ از ۳۹            | ۰ از ۱۶۹            |
| لهستان              | KORWiN                                         | ۵ از ۴۶۰           | ۰ از ۱۰۰            |
| پرتغال              | Partido Libertário                             |                    | ۰ از ۲۳۰            |
| روسیه               | Libertarian Party of Russia                    | ۰ از ۴۵۰           | ۰ از ۱۷۰            |
| اسکاتلند            | Scottish Libertarian Party                     | ۰ از ۵۹            | ۰ از ۱۲۹            |
| آفریقای جنوبی       | Libertarian Party of South Africa              | ۰ از ۴۰۰           | ۰ از ۹۰             |
| اسپانیا             | Partido Libertario                             | ۰ از ۳۵۰           | ۰ از ۲۶۵            |
| سوئد                | Liberala partiet                               |                    | ۰ از ۳۴۹            |
| سوئیس               | The Swiss Independence Party up!               | ۰ از ۲۰۰           | ۰ از ۴۶             |
| بریتانیا            | Libertarian Party                              | ۰ از ۶۵۰           | ۰ از ۷۷۸            |
| ایالات متحده آمریکا | حزب لیبرترین                                   | ۰ از ۴۳۵           | ۰ از ۱۰۰            |